# Liliana La Rosa
Liliana del Carmen La Rosa Huertas, née le 30 mai 1964 à Huacho (Pérou), est une infirmière et universitaire et femme politique péruvienne. Elle est ministre du Développement et de l'Inclusion sociale du Pérou du 2 avril 2018 au 11 mars 2019, sous le gouvernement de Martín Vizcarra.

## Biographie

### Jeunesse et formation
En 1981, Liliana La Rosa entre à l'université nationale José Faustino Sánchez Carrión, puis à l'école d'infirmières de l'hôpital pour enfants de l'université nationale Federico Villarreal à Lima, où elle obtient un baccalauréat et une licence en soins infirmiers.
En 1989 et 1990, elle obtient un diplôme d'études sociologiques à l'Université pontificale catholique du Pérou (PUCP), et en 1991, elle entre dans le programme de maîtrise en santé communautaire avec mention en enfance et population maternelles à l'Université Cayetano Heredia (UPCH). En 1995, elle obtient une bourse de la BID pour étudier à la Faculté de génie industriel de l'Université du Chili dans le cadre de son programme de maîtrise en gestion et politique publique,.

## Carrière
En 1996, Liliana La Rosa fonde la Société péruvienne pour l'adolescence et la jeunesse et en est la directrice exécutive à deux reprises.
En 2008, elle est nommée conseillère du ministre de la Santé, puis directrice générale de la coopération internationale du ministère, occupant ce poste jusqu'en août 2011. Fin 2011, elle rejoint le corps des gestionnaires publics de l'Autorité nationale de la fonction publique en tant que responsable du développement social.
En 2012, La Rosa devient directrice de la coopération internationale et de la négociation de l'Agence pour la coopération internationale du ministère des Affaires étrangères. Puis elle dirige la Direction des politiques et programmes, fonctions qui aboutissent à son affectation en tant que gestionnaire publique du PCM à la tête de la coopération internationale. En 2015, elle est directrice générale de la coopération et des relations internationales du ministère du Travail.
Plus tard, elle travaille comme professeur à temps plein à la Faculté des sciences sociales du PUCP, un poste qui comprend l'enseignement à son École des politiques gouvernementales et publiques.

### Doyenne du Collège des infirmières du Pérou
Le 1er mai 2017 , La Rosa faisait partie de la fondation du mouvement #Súmate, grâce auquel elle a remporté l'élection nationale du doyen national du Collège des infirmières du Pérou. Elle prête serment le 29 janvier 2018.
Après avoir terminé son mandat à la tête du ministère du Développement et de l'Inclusion sociale le 11 mars 2019, elle reprend ses fonctions de doyenne nationale du Collège des infirmières du Pérou. Dans ce rôle, elle dirige la Campagne mondiale Nursing Now au niveau national en 2019.

### Membre du gouvernement
Le 2 avril 2018, Liliana La Rosa prête serment en tant que ministre du Développement et de l'Inclusion sociale du Pérou, rejoignant le cabinet César Villanueva dans le gouvernement de Martín Vizcarra. Sa nomination suscite la polémique dans certains secteurs, puisqu'elle a été membre du Broad Front, une coalition de partis politiques de gauche qui ont contribué à la chute du précédent gouvernement de Pedro Pablo Kuczynski. Elle se défend en disant qu'elle a démissionné du Broad Front des mois auparavant, lorsqu'elle a été élue doyenne nationale du Collège des infirmières.